# Halowe Mistrzostwa Europy w Lekkoatletyce 1983 – bieg na 60 m przez płotki kobiet
Bieg na 60 metrów przez płotki kobiet – jedna z konkurencji biegowych rozgrywanych podczas halowych lekkoatletycznych mistrzostw Europy w Sportscsarnok w Budapeszcie. Eliminacje i bieg finałowy zostały rozegrane 5 marca 1983. Zwyciężyła reprezentantka Niemieckiej Republiki Demokratycznej Bettine Jahn, która w finale ustanowiła nieoficjalny halowy rekord świata czasem 7,75 s. Tytułu zdobytego na poprzednich mistrzostwach nie obroniła Kerstin Knabe z NRD, która tym razem zdobyła srebrny medal.

## Rezultaty

### Eliminacje
Rozegrano 2 biegi eliminacyjne, do których przystąpiło 12 biegaczek. Awans do finału dawało zajęcie jednego z pierwszych dwóch miejsc w swoim biegu (Q). Skład finału uzupełniły dwie zawodniczki z najlepszym czasem wśród przegranych (q).
Opracowano na podstawie materiału źródłowego.
Bieg 1
| Miejsce | Zawodniczka          | Czas | Uwagi |
| ------- | -------------------- | ---- | ----- |
| 1       | Kerstin Knabe        | 7,96 | Q     |
| 2       | Ginka Zagorczewa     | 8,10 | Q     |
| 3       | Edith Oker           | 8,18 | q     |
| 4       | Marie-Noëlle Savigny | 8,22 |       |
| 5       | Semra Aksu           | 8,66 |       |
| –       | Swietłana Gusarowa   | DNF  |       |

Bieg 2
| Miejsce | Zawodniczka        | Czas | Uwagi |
| ------- | ------------------ | ---- | ----- |
| 1       | Bettine Jahn       | 7,87 | Q     |
| 2       | Tetiana Maluwaneć  | 8,04 | Q     |
| 3       | Ulrike Denk        | 8,18 | q     |
| 4       | Michèle Chardonnet | 8,26 |       |
| 5       | Lorna Boothe       | 8,32 |       |
| 6       | Andrea Csehi       | 8,71 |       |

### Finał
Opracowano na podstawie materiału źródłowego.
| Miejsce | Zawodniczka       | Czas | Uwagi |
| ------- | ----------------- | ---- | ----- |
| 1       | Bettine Jahn      | 7,75 | WR    |
| 2       | Kerstin Knabe     | 7,96 |       |
| 3       | Tetiana Maluwaneć | 8,07 |       |
| 4       | Ginka Zagorczewa  | 8,08 |       |
| 5       | Ulrike Denk       | 8,20 |       |
| 6       | Edith Oker        | 8,21 |       |